# Teicoscopia
La teicoscopia (también transliterado como teichoskopía o teicoscopía), (del griego clásico τειχοσκοπία, «revista desde la muralla» - τείχος: «muralla» y σκοπεῖν: «ver») es el nombre con el que se conoce a la estrategia narrativa utilizada en la literatura de la Antigua Grecia para describir una situación y a sus protagonistas desde la parte elevada de una construcción artificial, desde donde se podía ver a los hechos en proceso. Formalmente, la teicoscopia es un monólogo que puede estar entrecortado por preguntas, o incluso por diálogos, entre las personas que oyen el relato y la que relata.
La teicoscopia más famosa es la que realiza Helena al contestarle a Príamo sus preguntas sobre la identidad de los héroes aqueos antes del duelo entre Paris y Menelao desde una torre cercana a las murallas de Troya, entre los hexámetros 161 y 246 del tercer canto de la Ilíada. Hay que señalar que en la Antigüedad, o al menos desde la época helenística, fue también el término que se utilizó para referirse exclusivamente a ese pasaje de la primera obra puesta por escrito de Occidente.
Otras narraciones de obras más modernas, semejantes a una teicoscopia, son la del informe del vigilante Lynkeus sobre el asesinato de Filemón y Baucis en la segunda parte del Fausto de Goethe y la revista realizada por algunos ancianos mientras que los ejércitos romano y corso se dan a la lucha en Astérix en Córcega.

## La teicoscopia de Helena
El pasaje de la teicoscopia de Helena comienza luego de que Príamo, que se halla rodeado por sus consejeros en la parte superior de las puertas Esceas, observe a Helena, que se encontraba mal anímicamente, ascendiendo por la torre y proceda a llamarla. Al tenerla en frente, la consuela diciendo que la culpa de la guerra la tienen los dioses; Helena, luego, se denigra a sí misma y contesta las preguntas de Príamo sobre la identidad de los caudillos que llega a ver desde la torre: en primer lugar, describe a Agamenón; en segundo, a Odiseo; en tercero, a Áyax; y en cuarto, a Idomeneo; y se extraña de no ver a sus hermanos Cástor y Pólux, de los que no sabe que han muerto en su Lacedemonia natal. 
Finalizada la teicoscopia, tiene lugar el duelo entre Menelao y Paris, al tiempo que los soldados invocan a Zeus y a otros de los dioses del Olimpo.
Resulta un tanto extraño que Príamo interrogue sobre la identidad de los jefes argivos en el décimo año de la guerra, por lo que se ha sugerido que tanto el duelo entre Paris y Menelao como la teicoscopia de Helena, cronológicamente, tienen lugar al principio de la guerra. Sin embargo, debe observarse que Homero coloca estos sucesos al principio de la obra —en el canto III— y que utiliza la teicoscopia como una estructura que proporciona información importante para el resto de la obra y el duelo por venir.

### Galería
Algunas obras de arte que muestran a Helena próxima a las murallas de Troya:

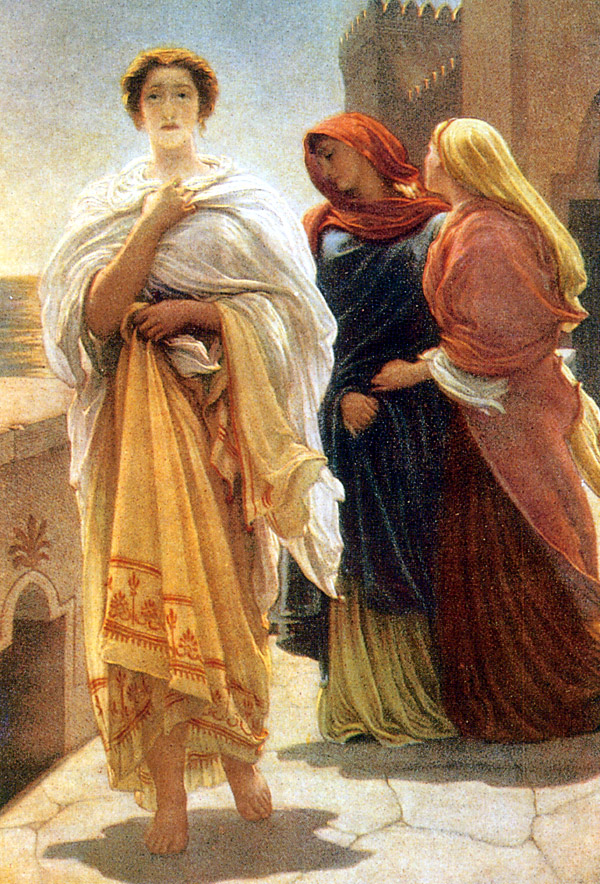
Helen on the Walls of Troy (1865) de Frederic Leighton (1830-1896).
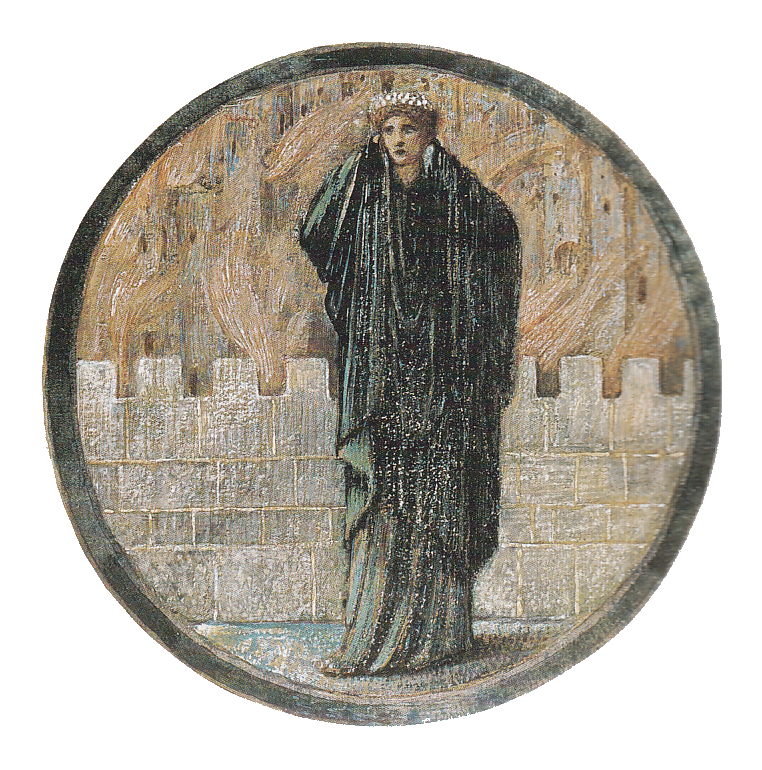
Helen's Tears (póstumo) de Edward Burne-Jones (1833-1898).
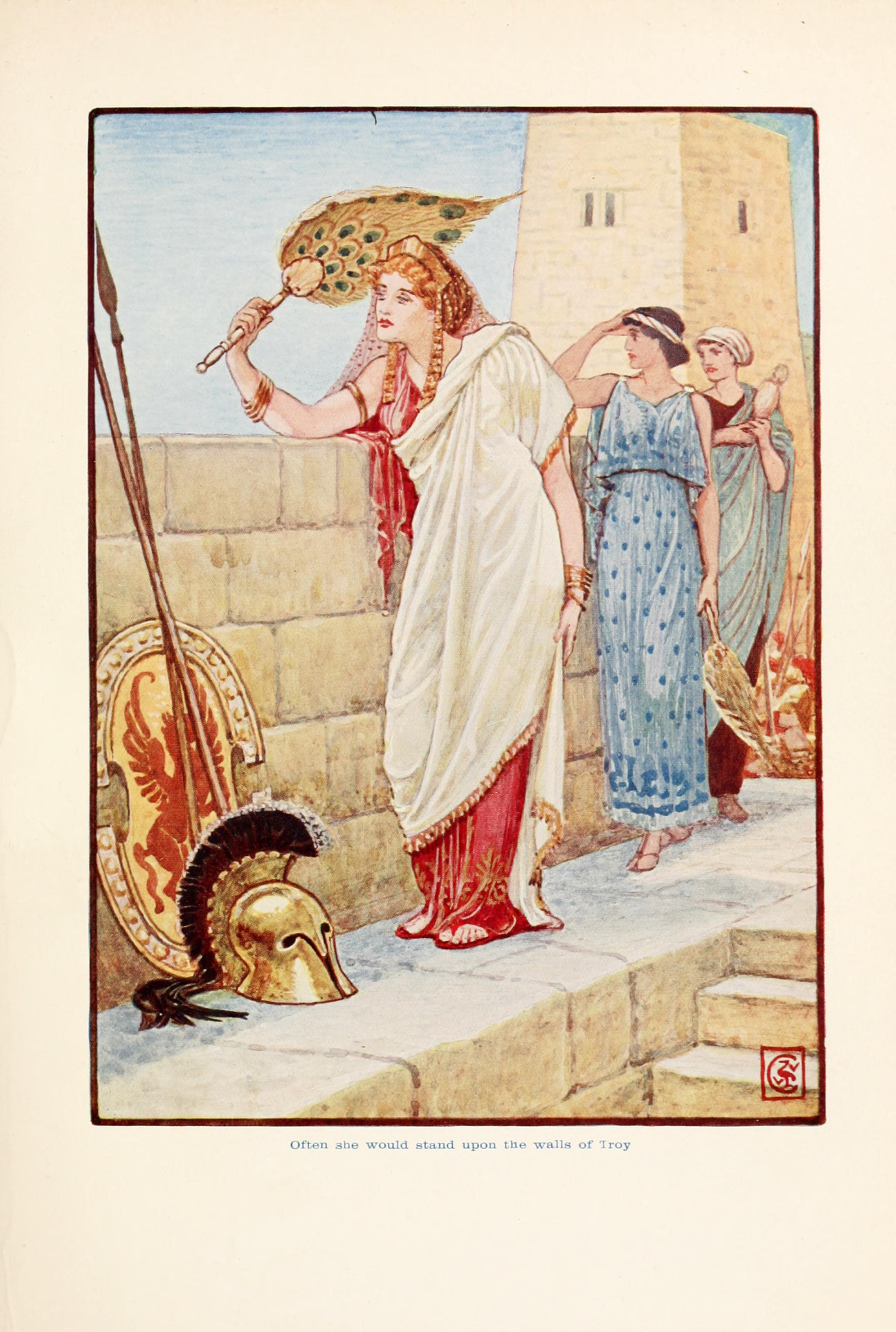
Pintura de Walter Crane (1845-1915).
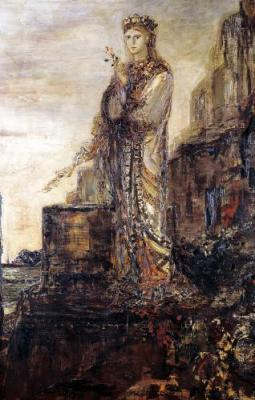
Pintura de Gustave Moreau (1826-1898).